# Republicair
Republicair foi uma companhia aérea mexicana com sede em Toluca.

## Frota

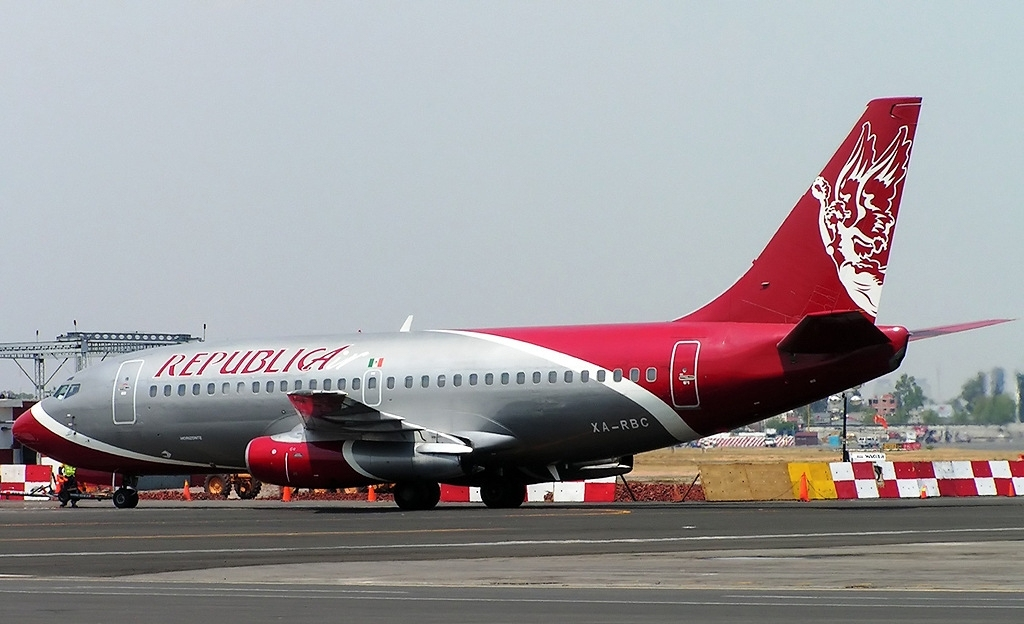
Um Boeing 737-200 da Republicair

A frota da Republicair consistia nas seguintes aeronaves (Abril de 2005):
| Aeronaves      | Total | Notas |
| -------------- | ----- | ----- |
| Boeing 737-200 | 2     |       |
| Total          | 2     |       |